# Artur
Artur je mužské křestní jméno. Pochází pravděpodobně z keltského výrazu pro medvěda (arth). Případně se může vykládat i jako „vznešený“. Podle českého kalendáře má svátek 26. listopadu. Staročeskou podobou jména Artur je Artuš (anglicky King Arthur – česky král Artuš).
Ženská podoba tohoto jména je Arturka, v Česku žila k roku 2016 jedna jeho nositelka.

## Domácké podoby
Arturek, Artík, Artek, Artušek, Arturáček, Arťas

## Statistické údaje
Následující tabulka uvádí četnost jména v ČR a pořadí mezi mužskými jmény ve srovnání dvou roků, pro které jsou dostupné údaje MV ČR – lze z ní tedy vysledovat trend v užívání tohoto jména:
| Rok       | Četnost  | Pořadí   |
| 1999      | 418      | 224.     |
| 2002      | 424      | 223.     |
| Porovnání | o 6 více | o 1 lépe |
| 2006      | 753      | 202.     |
| 2013      | 631      | 484.     |

Změna procentního zastoupení tohoto jména mezi žijícími muži v ČR (tj. procentní změna se započítáním celkového úbytku mužů v ČR za sledované tři roky 1999–2002) je +2,2%.

## Artur a Artuš v jiných jazycích
- Staročeská: varianta jména je Artuš

- alsasky: Dury
- anglicky: Artur nebo Arthur
- aragonsky: Arturo
- astursky: Arturu
- basky: Artur nebo Artza
- bretonsky: Arthur
- bulharsky: Артур (Artur)
- dánsky: Arthur
- esperantsky: Arturo
- estonsky: Artur
- finsky: Arttu
- francouzsky: Arthur
- galicijsky: Artur
- hebrejsky: ארתור (Artur)
- nizozemsky: Arthur
- chorvatsky: Artur
- islandsky: Arthur
- italsky: Arturo
- japonsky: Âsâ
- latinsky: Arthurus nebo Artur castus (starý Řím)
- litevsky: Artūras
- lotyšsky: Arturs
- maďarsky: Artúr
- německy: Artur nebo Arthur
- norsky (bokmål, nynorsk): Artur nebo Arthur
- polsky: Artur
- portugalsky: Artur
- novořecky: Αρθούρος (Arthoúros)
- rumunsky: Artur
- rusky: Артур (Artur)
- slovensky: Artúr
- slovinsky: Artur
- španělsky: Arturo
- srbochorvatsky: Артур nebo Artur
- srbsky: Артур (Artur)
- švédsky: Artur
- velšsky: Arthur
- Volapük: Arthur

## Známí nositelé jména
- Král Artuš – legendární postava britské mytologie v pátém století
- Artur I. Bretaňský (1187–1203) – bretaňský vévoda
- Artur II. Bretaňský (1261–1312) – bretaňský vévoda
- Artur Sasko-Koburský (1850–1942) – syn britské královny Viktorie, guvernér Kanady
- Artur Tudor, princ z Walesu (1486–1502) – prvorozený syn anglického krále Jindřicha VII.
- Artur London (1915–1986) – československý komunistický politický činitel, diplomat a publicista
- Artur Štaidl – syn zpěvačky Ivety Bartošové a hudebníka Ladislava Štaidla
- Arthur A. Denny (1822–1899) – americký pionýr, politik a spisovatel, jeden ze zakladatelů Seattlu
- Arthur Philip Dent – fiktivní postava ze Stopařova průvodce po galaxii
- Arthur Nebe (1864–1945) – německý politik, velitel říšské kriminální policie
- Arthur Rimbaud (1854–1891) – francouzský básník
- Arthur Seyß-Inquart (1892–1946) – rakouský politik, nacista

## Jiní Arturové
- zábavný Artur – postava v divadelní hře Posel světla
- Artur (nakladatelství) – české vydavatelství a nakladatelství
- Arthur Morgan - postava z videohry Red Dead Redemption 2